# Haageocereus limensis
Haageocereus limensis là một loài thực vật có hoa trong họ Cactaceae. Loài này được (Salm-Dyck) F. Ritter mô tả khoa học đầu tiên năm 1981.